# Distrofia miotónica
Distrofia miotónica (português europeu) ou distrofia miotônica (português brasileiro) é uma doença genética crónica que afeta a função muscular. Os sintomas mais evidentes são fraqueza e atrofia muscular progressivas. Em muitos casos os músculos contraem-se e são incapazes de relaxar. Entre outros possíveis sintomas estão cataratas, deficiência intelectual e problemas na condução elétrica do coração. Em homens, pode ocorrer calvície precoce e infertilidade.
A distrofia miotónica é uma doença genética autossómica dominante que geralmente é herdada de um dos progenitores. Existem dois tipos principais: o tipo 1 (DM1), causado por mutações no gene DMPK, e o tipo 2 (DM2), causado por mutações no gene CNBP. A doença geralmente agrava-se a cada geração. O tipo DM1 pode ser evidente ao nascer. O tipo DM2 é geralmente menos grave. A distrofia miotónica é um tipo de distrofia muscular. O diagnóstico é confirmado com exames genéticos.
Não existe cura. O tratamento pode incluir a utilização de ortóteses, cadeira de rodas, pacemaker e ventilação com pressão positiva não invasiva. Em alguns casos pode ser útil a administração de mexiletina ou carbamazepina. A ocorrência de dor pode ser tratada com antidepressivos tricíclicos e anti-inflamatórios não esteroides.
A distrofia miotónica afeta mais de 1 em cada 8000 pessoas em todo o mundo. Embora a doença se possa começar a manifestar em qualquer idade, o início mais comum é entre os 20 e 40 anos de idade. A distrofia miotónica é a forma mais comum de distrofia muscular com início em idade adulta. A doença foi descrita pela primeira vez em 1909 e em 1992 foi determinada a causa subjacente do tipo 1.